# البريد بنك
البريد بنك (بالفرنسية: Al Barid Bank)‏ هو بنك مغربي تأسس سنة 2010 كذراع بنكي لمجموعة بريد المغرب، وهو شركة ذات مجلس إدارة جماعية وذات مجلس مراقبة. يتوفر بريد المغرب على أكبر تغطية وكالات باحتساب شبكة مكاتب بريد المغرب التي تجاوزت 1800 سنة 2019، ويهدف نشاطه إلى رفع نسبة الاستبناك (ولوجية الخدمات المصرفية) خصوصا لدى الفئات الاجتماعية ذات الدخل المحدود.

## تاريخ
- 1926: انطلاق الخدمات المالية لبريد المغرب عبر الحسابات البريدية
- 2010: المجلس الإداري لبريد المغرب يقرر نقل الأنشطة المالية التي يديرها بريد المغرب (38% من رقم معاملاته) لفائدة «البريد بنك»
- 2012: إطلاق البنك لخدمات في مجالات قروض السكن والمعاملات الدولية
- 2014: إنشاء شركة «البريد كاش» المتخصصة في تحويل الأموال والمحفظات الرقمية.[2]

## مؤشرات
سنة 2018
- 1800 وكالة بنكية (من بينها 1000 خاصة بالبريد بنك)[3]
- مجموع الحصيلة: 56 مليار درهم.
- عائد صافي بنكي: 1.592 مليار درهم.[4]
- ناتج صافي: 123 مليون درهم.

## وصلات خارجية
- الموقع الرسمي